# Effondrement du toit du Casino Ferber à Nice
 (octobre 2018).
 (mai 2019).
L’effondrement du toit du supermarché Casino situé dans le quartier Ferber à Nice, s’est produit le 26 janvier 1994 à 16 h 8, lorsque la dalle jardin située au-dessus du magasin s’est affaissée à la suite des travaux de rénovation en cours. Cet accident a fait trois morts et cent seize blessés dont certains très grièvement, le magasin étant bondé à cette heure de la journée.

## Explications
Le 26 janvier 1994, à peu près vers seize heures, le supermarché Casino du quartier Ferber à Nice est bondé. Depuis trois mois, des travaux de rénovation et d’agrandissement ont lieu en parallèle et le magasin a été maintenu ouvert. Ces travaux consistaient alors à démolir plusieurs vitrines construites dans les années 1960 (date de l’ouverture) afin d’augmenter de 180 m2 la surface de vente.
Tout à coup, à 16 h 8, des craquements sont entendus par certains clients tandis que des rayons commencent à vibrer. De même, des ouvriers travaillant sur le chantier commencent à ressentir des vibrations anormales. Les 1 700 tonnes de la dalle constituant le toit du magasin sont en train de se désagréger tandis que des blocs de béton se mettent à tomber sur les clients.
Quelques instants plus tard, le toit s’effondre. La catastrophe provoque la mort de trois personnes, une assistante maternelle de 31 ans, un employé de 28 ans et une jeune caissière de 22 ans qui succombe à ses blessures dix jours plus tard ; cent seize autres sont blessées. Par chance, plusieurs autres clients ont été protégés par les structures des rayons dont certaines ont résisté au poids de la dalle.

## Causes techniques
Très vite, il est apparu que les travaux de rénovation engagés dans le magasin étaient responsables de l’effondrement du toit, aucune malfaçon dans le bâtiment ni aucun mouvement de terrain n’ayant été constaté par l’expert géologue. En particulier, les travaux de démolition sont pointés du doigt. L’entreprise Léon Grosse, titulaire du marché, avait sous-traité ces derniers à l’entreprise Roux qui avait commencé le chantier le lundi précédent.
Alors que les équipes de démolition croyaient avoir affaire à une simple cloison, elles tombent très vite sur un premier linteau ferraillé dont la démolition nécessite l’utilisation d’un BRH (brise-roche hydraulique). Le lendemain, c’est un deuxième linteau qui est découvert ; malgré tout, la démolition se poursuit. Mercredi, la démolition d'un troisième linteau provoque l'écroulement d'un pilier porteur, entraînant l'effondrement de toute la dalle.

## Procès
Le 20 mai 1996, le procès de la catastrophe s’ouvre devant le tribunal correctionnel de Nice. Sept personnes, trois responsables du groupe Casino et quatre responsables du chantier, sont poursuivies pour homicides et blessures involontaires. Au début de l’audience, les accusés contestent tous leur responsabilité, les représentants du groupe Casino d’une part, et ceux des entrepreneurs d’autre part se renvoyant chacun la balle.
Pour Casino, la faute est à l’entreprise et en particulier au démolisseur. Lors du procès, le tribunal a notamment rappelé l'incident avec la concierge. Au début des travaux, les vibrations étaient si fortes, que la gardienne de l'immeuble est venue dire aux ouvriers d'arrêter et le ton était alors vite monté. L’entreprise avait modifié son mode opératoire mais ne s’était pas interrogée sur l’opportunité des zones à démolir.
Pour les entrepreneurs, la faute est au groupe Casino. Le tribunal a notamment rappelé l’absence d’avis du Centre d’études et de prévention (CEP) de Nice sur la sécurité du chantier, celui-ci n’ayant pas pu disposer des plans du magasin que devait lui fournir le responsable des services techniques de Casino. Faute de plans, l’existence des fameux linteaux et leurs liens directs avec les piliers de la structure ne pouvaient, selon eux, pas être connue.
En juin 1996, cinq personnes sont condamnées à des peines de prison avec sursis tandis que les blessés et les proches des victimes sont indemnisés.